# Limenitis silia
Limenitis silia är en fjärilsart som beskrevs av Hans Fruhstorfer 1915. Limenitis silia ingår i släktet Limenitis och familjen praktfjärilar. Inga underarter finns listade i Catalogue of Life.